# Gymnanthemum
Gymnanthemum é um género botânico pertencente à família Asteraceae.
A autoridade do género é Cass., tendo sido publicado em Bulletin des Sciences, par la Société Philomatique 1817: 10. 1817.